# Vedrijan
Vedrijan je naselje v Občini Brda.